# 4世纪南京
|        | 南京历史 |
| 世纪： | 前3世纪南京 \| 前2世纪南京 \| 前1世纪南京 \| 1世纪南京 \| 2世纪南京 \| 3世纪南京 \| 4世纪南京 \| 5世纪南京 \| 6世纪南京 \| 7世纪南京 \| 8世纪南京 \| 9世纪南京 \| 10世纪南京 |

南京于：301年-313年，为西晋建邺；313年-317年为西晋建康；317年-400年为东晋京师建康。

## 大事记

### 300年代
- 303年，张昌、石冰起义，攻占扬州。
- 304年，石冰为陈敏等攻杀，败退建邺而亡。
- 305年，陈敏兵变，割据江东，占建邺，为顾荣败于朱雀桥；立堂邑郡。
- 307年，游牧民族犯晋，司马睿渡江移镇建邺，修吴都城而居，以太初宫为府舍。

### 310年代
- 313年，改建邺为建康，南京始称 建康。
- 317年，三月，司马睿于建康即晋王位，改元建武，史称东晋，北人南迁，史称衣冠南渡；十一月，立太学于秦淮河南，设国子祭酒；诏重农桑，以纳谷数考郡守，命军队佃作，以供军食；葛洪撰成《抱朴子》内外篇。
- 318年，三月，司马睿即帝位，都建康，改元大兴，“王与马，共天下”的局面形成；六月，诏易丹阳太守而置丹阳尹，授薛兼，置谏鼓、谤木；十一月，依旧制，诏令秀才、孝廉先试经策，后除官；改建吴白门，易名宣阳门；以牛首山为“天阙”不另作；司马睿居太初宫。
- 319年，设篱门，筑北堤以壅北山之水；练水军于后湖（玄武湖）；辟南郊道路。

### 320年代
- 320年，立侨县怀德（今鼓楼），统丹阳郡，寄治建康，以安琅玡南渡人口；于建康东北江乘县侨置东海、琅琊、东平、兰陵等郡县。
- 322年，王敦以讨刘隗为名发动王敦之乱，占建康，后于武昌遥制朝政；司马睿忧愤而死，次年葬鸡笼山之阳建平陵；司马绍即位，改元太宁，司空王导辅政。
- 325年，闰七月，司马绍死，司马衍即位，庾太后临朝，司徒王导与中书令庾亮辅政。
- 326年，庾亮专权，修石头城以为备。
- 328年，二月，苏峻渡江攻陷建康，大掠，驱役百官，裸剥士女，迁司马衍于石头城。
- 329年，平叛，建康满目疮痍，宫室、殿宇皆毁荡平；王导以建平园为宫，否迁都之议。

### 330年代
- 330年，九月，“作新宫，增缮苑城，修六门”，历二年而成，署曰建康宫，世称台城。
- 333年，辟建康北郊道路。
- 335年，割江乘县为琅琊郡地，析江乘县西境侨立临沂县。
- 336年，十月，以“河桥法”重建大航桥，易名朱雀桥。
- 337年，正月，复立太学于淮水之南，始兴国学，士大夫崇老、庄，喜玄谈之习不改。
- 338年，侨置广川、魏、高阳、堂邑诸郡，寄治京邑。
- 339年，“始用砖垒宫城，而创楼观”。

### 340年代
- 341年，诏王公以下至庶人都正土断、白籍，以利政府税收。
- 342年，六月，司马衍卒，葬鸡笼山南兴平陵；司马岳即位；立北郊坛于覆舟山南。
- 344年，司马岳死，立司马聃，褚太后临朝，后以蔡谟领司徒，与会稽王昱辅政。

### 350年代
- 351年，七月，江涛溢入石头城，几百人溺死。
- 357年，司马聃亲政。

### 360年代
- 361年，司马聃死，立司马丕。
- 364年，二月，改左军将军为游击将军，罢右军、前军、后军将军及五校；三月，举行土断，史称庚戌土断。
- 365年，司马丕服药求长生，中毒而死；立司马奕。

### 370年代
- 370年，六月，京师大水，浸及太庙，朱雀大航断缆。
- 371年，十一月，桓温以司马奕为东海王，立司马昱。
- 372年，冬，彭城人卢悚自称“大道祭酒”，聚众攻宫门，称海西公还，败死；司马昱死，立司马昌明。
- 373年，以王彪之为尚书令，谢安为仆射，领吏部，共掌朝政。
- 378年，七月，作建康新宫；新建朱雀门、朱雀观。

### 380年代
- 381年，司马昌明痴迷佛法，建佛殿于皇宫，命沙门居住。
- 383年，十月，谢安坐镇建康，指挥谢玄等以弱击强，于淝水之战取得胜利。
- 384年，诏立国子学于太庙南（今夫子庙东），形成太学与国子学并存之崇儒尚学盛况。
- 389年，扬州治所自建康西南之西州城移至丞相东府。

### 390年代
- 392年，六月，京师地震，涛水入石头城，大风折木；自秋不雨至冬。
- 396年，九月，司马昌明死，司马德宗即位。
- 397年，更堂邑郡为秦郡，领九侨县，尽占堂邑境而成实土，以安秦地流人。
- 398年，王恭、殷仲堪以讨司马尚为名起兵，进逼京师，王恭部将刘牢之杀王恭救京师。